# Le Puy-Sainte-Réparade
 Le Puy-Sainte-Réparade  (en occitano Lo Pueg de Santa Reparada) es una comuna y población de Francia, en la región de Provenza-Alpes-Costa Azul, departamento de Bocas del Ródano, en el distrito de Aix-en-Provence y cantón de Peyrolles-en-Provence. Es la comuna más poblada del cantón.
Su población en el censo de 1999 era de 4.813 habitantes. Forma parte de la aglomeración urbana de Marsella-Aix-en-Provence.
Está integrada en la Communauté d’agglomération du Pays d’Aix-en-Provence .

## Demografía
| 1 250 | 1 338 | 1 552 | 1 277 | 1 388 | 1 418 | 1 410 | 1 429 | 1 450 | 1 633 | 1 538 | 1 484 | 1 420 | 1 291 | 1 248 | 1 250 | 1 305 | 1 322 | 1 335 | 1 379 | 1 179 | 1 181 | 1 195 | 1 091 | 1 190 | 1 240 | 2 641 | 2 569 | 2 859 | 3 079 | 4 414 | 4 813 |
| Para los censos de 1962 a 1999 la población legal corresponde a la población sin duplicidades (Fuente: INSEE [Consultar]) |       |       |       |       |       |       |       |       |       |       |       |       |       |       |       |       |       |       |       |       |       |       |       |       |       |       |       |       |       |       |       |